# Брук, Алан
А́лан Фрэ́нсис Брук, 1-й виконт Аланбрук (англ. Alan Francis Brooke, 1st Viscount Alanbrooke; 23 июля 1883 — 17 июня 1963) — британский военачальник, фельдмаршал (1944), барон, виконт. Начальник Имперского Генерального штаба (1941—1946).

## Начало службы
Из старинного ирландского рода, выходцы которого несколько столетий находились на военной службе. Баронет по отцу и матери. До 16 лет жил во Франции, там же получил образование. Затем приехал в Англию и окончил Королевскую военную академию в Вулвиче в 1902 году. С этого года служил в Королевском артиллерийском полку.

## Первая мировая война
Всю Первую мировую войну провёл в составе Британских Экспедиционных Сил на Западном фронте во Франции. В январе 1915 года зачислен в штаб артиллерийской бригады, с апреля того же года адъютант командира бригады, с ноября того же года командовал 18-м артиллерийским дивизионом. С февраля 1917 года — помощник начальника штаба Канадского корпуса, с сентября 1918 года — старший артиллерийский офицер в штабе 1-й британской армии. За время войны получил известность в армии как талантливый артиллерийский офицер, умеющий хорошо планировать действия артиллерии и организовывать огневую поддержку пехотных частей в изменяющейся обстановке.

## Между мировыми войнами
В 1920 году назначен помощником начальника штаба 50-й пехотной дивизии в метрополии. С апреля 1921 года — начальник штаба Сил обороны, но в июле вновь возвращён в 50-ю дивизию. С января 1923 года преподавал в штабном колледже в Кэмберли. С февраля 1929 года — начальник артиллерийской школы. С марта 1932 года преподавал в Имперском колледже обороны.
В апреле 1934 года назначен командиром 8-й пехотной бригады в метрополии. С ноября 1935 года — инспектор Королевской артиллерии. С августа 1936 года — директор боевой подготовки в Военном министерстве Великобритании. С ноября 1937 года командовал Мобильной дивизией. С июля 1938 года — командир корпуса противовоздушной обороны, а с марта 1939 года — главнокомандующий войсками противовоздушной обороны Великобритании. В июле 1939 года назначен командующим войсками Южного командования.

## Вторая мировая война
В начале Второй мировой войны назначен командиром 2-го английского армейского корпуса, высадившегося во Франции. Участвовал во Французской кампании 1940 года. При эвакуации союзных войск из Дюнкерка проявил умение действовать самостоятельно, организовал устойчивую оборону силами своих частей и нанёс несколько контрударов, прикрывая беспорядочный отход других союзных частей. Был эвакуирован из Дюнкерка и срочно возвращён обратно во Францию, где принял командование над так называемыми Вторыми Британскими экспедиционными силами (английские войска, не попавшие в Дюнкерский котёл) и организовал их эвакуацию.
В июле 1940 года назначен командующим войсками метрополии, организовал широкомасштабные мероприятия на случай немецкого вторжения на острова, а также спешную реорганизацию британской армии. Высокая оценка Уинстоном Черчиллем действий Брука стала причиной его назначения в декабре 1941 года на высший пост начальника Имперского Генерального штаба. Занимал этот пост в течение всей войны, одновременно был с 1942 года председателем Объединённого англо-американского штаба. Участник практически всех конференций союзного командования и глав союзных держав в годы войны.
Планировал стратегические действия союзных войск. Полагал, что исход войны будет решен после вторжения союзных армий в Западную Европу и совместного наступления союзных и советских войск на Германию. Однако необходимым условием вторжения полагал очищение от немецко-итальянских войск Северной Африки и Средиземного моря. Это обеспечивало бы тыл армий на континенте и давало возможность нанести третий удар по Германии с южного направления. В целом такая стратегия была принята за основу союзниками, поэтому Брук считается на Западе одним из основных авторов стратегического разгрома Германии. Активно спорил с высшим американским командованием, у которого преобладала идея высадки в Западной Европе, не дожидаясь окончательного очищения Средиземноморья. По этой же причине в советских исторических трудах о войне считался сторонником задержки открытия «Второго фронта».
На посту начальника Имперского Генерального штаба много спорил с Черчиллем, которого считал гениальным политиком и некомпетентным военным. Стремился ограничивать роль Черчилля в решении чисто военных вопросов, что ещё больше усиливало их споры. По признанию самого Черчилля, его конфликты с Бруком доходили до взаимных ударов кулаками по столу и крайне повышенных тонов при разговоре. Тем не менее, он не считал нужным заменить Брука на более удобного человека, поскольку признавал полезным иметь компетентного спорщика, чем некомпетентного соглашателя на высшем военном посту. Среди многих конфликтов этих руководителей можно отметить споры относительно действий британских войск на Тихом океане (Черчилль стремился наступать через Бирму для возврата её под британское управление, а Брук предлагал наносить главный удар из Австралии совместно с американцами для отсечения японских войск от Японии), по вопросу боевых действий против греческих освободительных сил в 1944 году (Брук был противником начала боевых действий в Греции, полагая что они отвлекут силы от второго фронта и оценивая коммунистическую угрозу в Греции как малореальную). Будучи намного слабее Черчилля в политических и дипломатических вопросах, Брук был сильнее его в военно-стратегических вопросах и обладал достаточной силой воли, чтобы настаивать на своей точке зрения; ему удалось отговорить Черчилля от нескольких авантюрных военных планов.
В 1942 году Брук отклонил предложение занять пост Главнокомандующего британскими войсками на Среднем Востоке, не видя достойной замене себе в Генеральном штабе. Зато он стремился стать Главнокомандующим объединёнными силами в Западной Европе в 1944 году, но на этот раз против его кандидатуры выступил Черчилль. Тогда Брук рекомендовал на этот пост генерала Джорджа Маршалла, но решение было принято в пользу Дуайта Эйзенхауэра, что крайне раздражало Брука. 1 января 1944 произведен в фельдмаршалы, а после окончания Второй мировой войны в сентябре 1945 года получил титул барона Аланбрука Брукборосского.

## После войны
В 1946 году получил титул виконта Аланбрук. В июле 1946 года вышел в отставку. Активно занимался бизнесом, был членом советов директоров крупнейших компаний и корпораций, в том числе Англо-Иранской нефтяной компании, Центрального Британского банка, Национальной дисконтной компании, с 1948 по 1959 годы — Компании Гудзонова залива. Также занимал десятки почетных должностей, например был Мастером (начальником) мемориального парка Святого Джеймса (мемориал Королевской Артиллерии, возглавлял в 1946—1956), констеблем Лондонского Тауэра (1950—1955), лордом-лейтенантом Большого Лондона (1950—1956), президентом ряда колледжей и университетов.
Следующим врагом после Германии Брук видел Советский Союз и призывал активно готовиться к войне с ним.
В 1957—1959 годах были опубликованы «Дневники Аланбрука», где подробно описана обстановка в Имперском Генеральном штабе в годы войны, общение с Черчиллем, переговоры, встречи с военными и политиками и т. д. Их публикация вызвала большой резонанс в Англии и вызвала ряд скандалов. Например, Черчилль был крайне недоволен своим образом в дневниках и его отношения с Бруком испортились. Весьма сильно Брук критиковал таких деятелей, как Эйзенхауэр, генерал Маршалл и фельдмаршал Александер, сдержанно отзывался о фельдмаршале Монтгомери. В положительную сторону выделял генерала Макартура и фельдмаршала Дилла. Высоко оценил Сталина как военно-политического руководителя (он встречался с ним на трёх конференциях), подчеркивая в то же время полную безжалостность последнего. В 2005 году вышло полное издание «Дневников Аланбрука» (в 1950-е годы они подвергались цензурной правке).

## Воинские звания
- 24.12.1902 — второй лейтенант
- 24.12.1905 — лейтенант
- 30.10.1914 — капитан
- 24.04.1916 — майор
- 1.01.1919 — подполковник (лейтенант-полковник) (как временное имел это звание с 1918 года)
- 1.01.1923 — полковник
- 4.02.1929 — бригадир
- 1.06.1935 — генерал-майор
- 15.07.1938 — генерал-лейтенант
- 7.05.1941 — генерал
- 1.01.1944 — фельдмаршал

## Награды

### Британские награды
- Кавалер ордена Подвязки (1946)
- Рыцарь Большого Креста ордена Бани (1942)
- Орден заслуг (1946)
- Рыцарь Великого Креста Королевского Викторианского ордена (1953)
- Рыцарь-командор ордена Бани (1940)
- Кавалер Ордена Бани (1937)
- Орден За выдающиеся заслуги с планкой (два награждения — 1916, 1918)

### Иностранные награды
- Военный Крест 1914—1918 (Бельгия, 1918)
- Орден «Возрождение Польши» I-го класса (Польша, 1943)
- Орден Суворова I-й степени (СССР, 26.02.1944)
- Кавалер Большого Креста Орден Леопольда I-го (Бельгия, 1946)
- Военный Крест 1940—1945 (Бельгия, 1946)
- Кавалер Большого Креста ордена Спасителя (Греция, 1946)
- Рыцарь Великого Креста ордена Нидерландского льва (Нидерланды, 1948)